# Altes Rathaus (Ladenburg)
Das Alte Rathaus, Hauptstr. 39, ist ein ehemaliges Rathaus und Kulturdenkmal der Stadt Ladenburg.

## Geschichte
1496 wurde ein Rathaus in Ladenburg erstmals erwähnt. Im Dreißigjährigen Krieg wurde es zerstört (wahrscheinlich 1644 von den Franzosen). 1730 erfolgte ein barocker Wiederaufbau nach den Plänen des Architekten Johann Jakob Rischer. 1982 wurde das Rathaus in einen Neubau verlegt, seitdem befindet sich die Volkshochschule Ladenburg im Alten Rathaus.